# Spökelburg
Die Spökelburg, auch Schiffbekerburg oder Schleemerburg genannt, ist eine abgegangene frühmittelalterliche Höhenburg auf dem „Spökelberg“ in Hamburg-Billstedt. Ihr Name bedeutet so viel wie: Spukburg.

## Lage, Bauart und Erhaltung

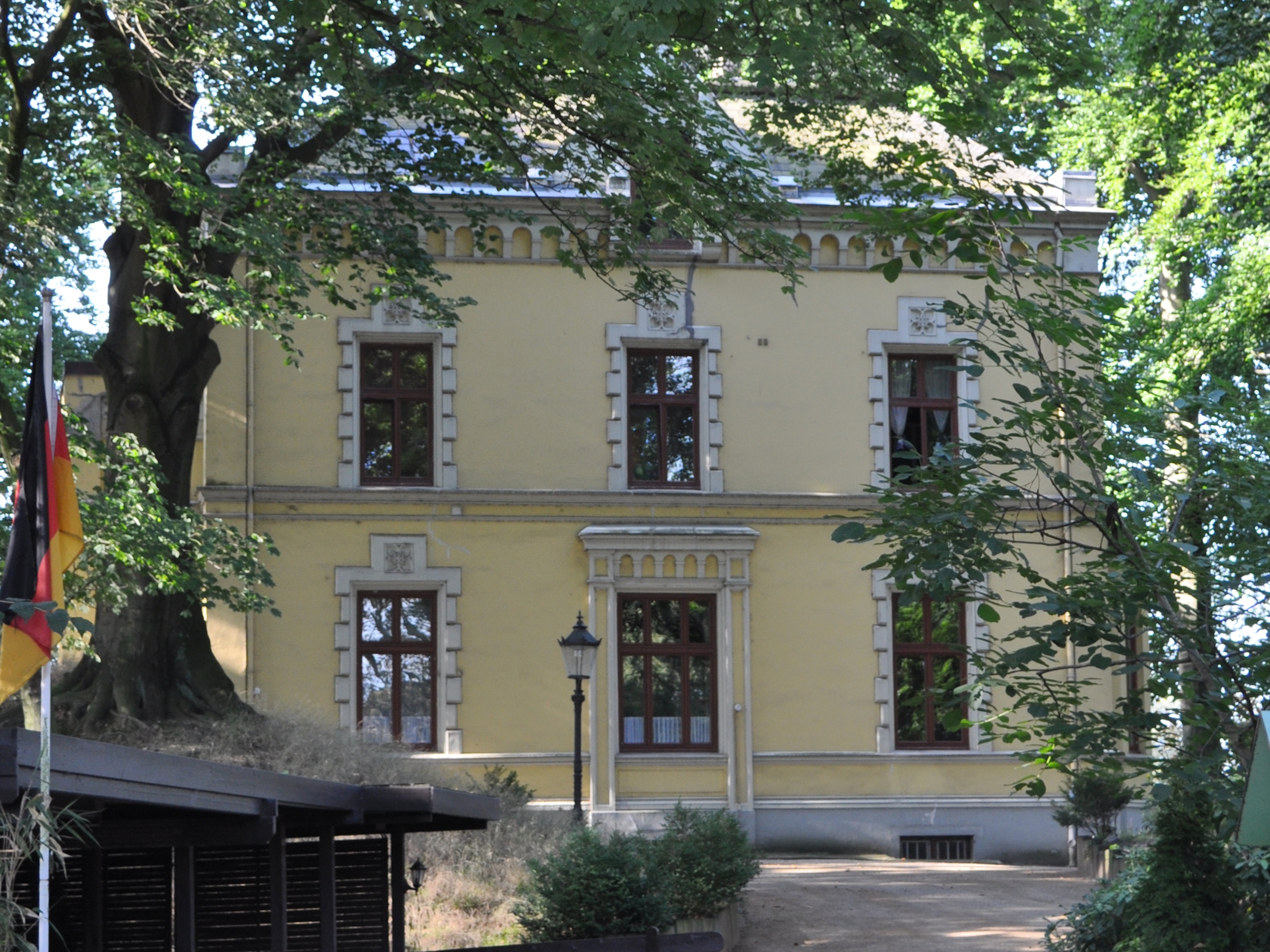
Villa Spökelberg aus dem Jahr 1865

Auf dem zur Bille hin abfallenden Geestrücken bei Schiffbek befinden sich die Überreste der Spökelburg. Heute zeigt sich die ehemalige Burg als verfallener Wall in Form eines abgerundeten Rechtecks. Die Burg hatte ein Umfang von 70 m Länge und einer Breite von 30 m. Die Innenfläche umfasst etwas 1.250 m². Eine Ausmessung ergab eine Wallbreite von 15,9 m und eine Höhe von bis zu 2,5 m auf der Nordseite. Der Wall war von einem Graben umgeben, welcher beidseitig an der Steilkante endete. Es zeigen sich insgesamt nur wenige Reste der Burganlage und einige Geländespuren. 1865 wurde auf dem Spökelberg ein heute noch erhaltenes Wohnhaus erbaut. Dieses Wohnhaus und auch die Reste der Spökelburg stehen unter Denkmalschutz. Es gab drei archäologische Grabungen an der Burg 1880, 1935 und 1953. Alle verliefen nahezu ergebnislos.

## Geschichte

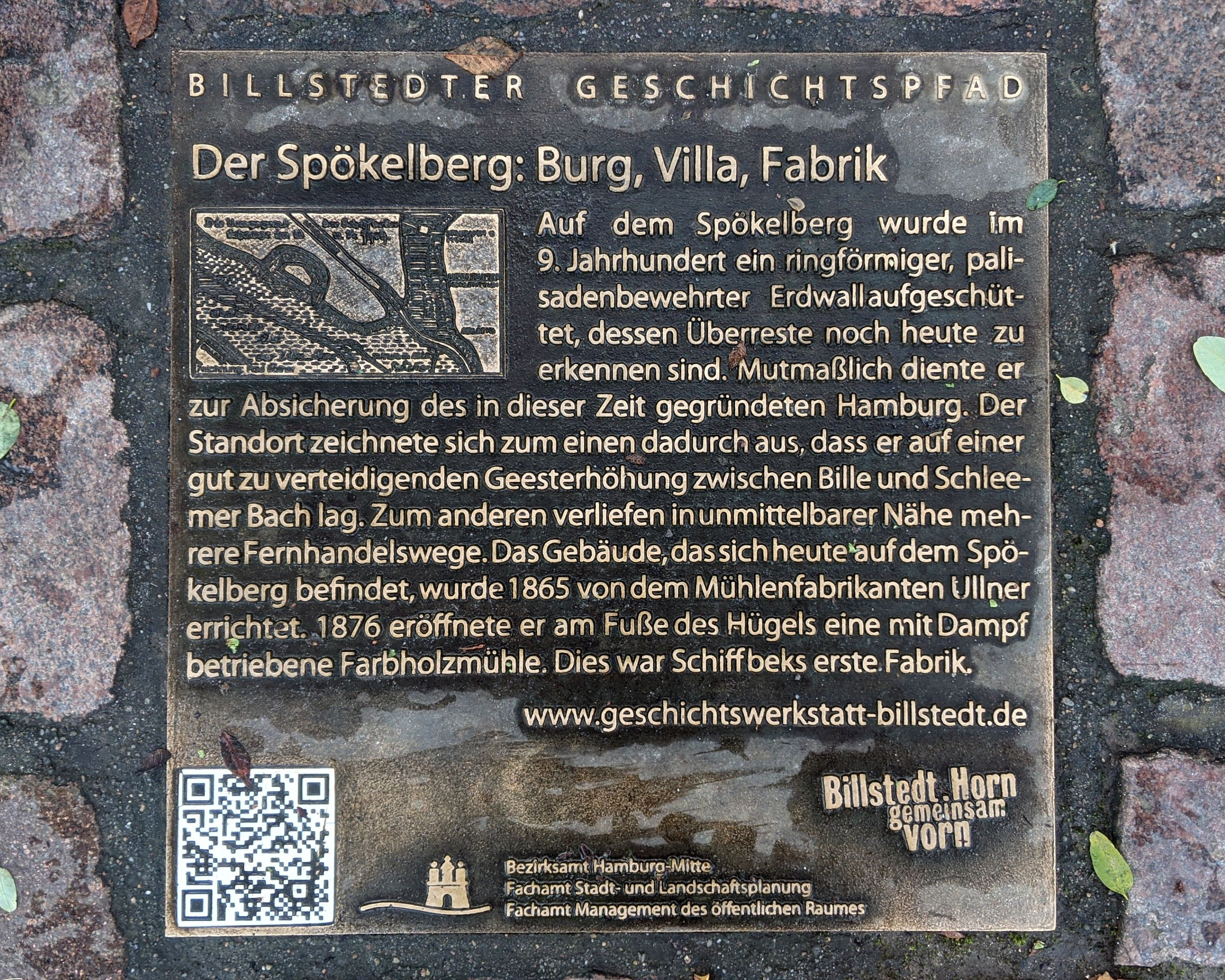
Gedenkplatte des Billstedter Geschichtspfads vor dem heutigen Villengrundstück

Die Spökelburg wurde vermutlich Anfang des 9. Jahrhunderts über der Niederung des Schleemer Bachs erbaut und diente der Sicherung des Verkehrsweges zu einem damals wichtigen Elbübergang bei der Ertheneburg, nahe dem heutigen Artlenburg.
Der Hamburger Gelehrte Albert Krantz berichtet in seiner Geschichte über die Wenden (Wandalia) von einer Burg, die vom Grafen Albrecht II. errichtet worden sein soll und deren Fundamente nahe dem Dorf Steinbeck zu finden wären.
In der Zeit um 1201 wurde die Burganlage von Dänen genutzt und instand gehalten, bis sie 1225 von Hamburger Truppen auf dem Rückweg von der Schlacht bei Mölln geschleift wurde. Die Überreste diente dann den Bauern der umliegenden Ortschaften als Fluchtpunkt. Um die Reformationszeit (1517 bis 1648) sollen sich in den verbliebenen Erdwällen Raubritter verschanzt haben.
Eine Legende erzählt, dass Graf Albrecht II. in der Spökelburg einen Schatz vergraben hätte. Jene 1.500 Mark Silber, die er 1224 als Lösegeld für Hamburger Geiseln erhalten hatte. Eine von Herzog Christian Albrecht von Schleswig-Holstein genehmigte Schatzsuche aus dem Jahre 1688 ist überliefert. Der Hamburger Kaufmann Henning Brand unternahm mehrwöchige Grabungen, die nach Unterbrechungen im Folgejahr fortgeführt wurden, aber bis zuletzt ergebnislos blieben.
1813/14 verschanzten sich französische Soldaten auf der Spökelburg gegen die vorrückende russische Befreiungsarmee.